# Egidio Micheloni
Egidio Micheloni (San Martino Buon Albergo, 27 settembre 1913 – San Martino Buon Albergo, 12 agosto 1992) è stato un calciatore italiano, di ruolo portiere.

## Carriera
Durante la sua permanenza al Milan, all'epoca denominato "Milano", si alternò tra i pali con il compagno di squadra Mario Zorzan.

## Palmarès

### Giocatore

#### Competizioni nazionali
- Coppa Italia: 1

Juventus: 1941-1942